# Estilo indirecto libre
El discurso indirecto libre es un estilo narrativo en el que se insertan en la voz del narrador enunciados propios de un personaje, que se reconocen mediante marcas que descartan la vinculación de ese registro del lenguaje o punto de vista con el narrador. En el enunciado del narrador aparecen interferencias e hibridaciones que provienen del discurso propio de los personajes, insertando en el relato fragmentos de su discurso que no son introducidos expresamente mediante marcadores o conectores (verba dicendi o verbos de palabra y pensamiento o nexos introductores del enunciado). No se debe confundir el estilo indirecto libre ni con las técnicas del monólogo o monólogo interior, ya que el estilo indirecto libre dominan los verbos en tercera persona (él, ella, ello pensaba, sentía, sufría, podría...), que hacen ver la intromisión del narrador, algo que no ocurre en el monólogo teatral o narrativo o en el monólogo interior, puesto que en estos domina la primera persona (yo). Tampoco tiene que ver con la cesión que hace el narrador de la palabra al personaje mediante las tradicionales técnicas del estilo directo (a partir de signos gráficos y tipográficos como el guion, la comilla o los dos puntos, tras los cuales se reproducen y transcriben en su forma literal las palabras del personaje) y el estilo indirecto (tras un "que" conjuntivo y subordinante que no reproduce la forma literal de las palabras, sino su contenido, cambiando la forma de algunas palabras en ese proceso.
En determinados casos, esta técnica de la voz enunciadora puede llegar a producir una hibridación del narrador con el interior del personaje. En ocasiones la presencia del estilo indirecto libre puede ser reconocida por la variación de los tiempos verbales, pero sus rasgos caracterizadores son la presencia de rasgos lingüísticos en el discurso del narrador que solo pueden ser propios de un determinado personaje y la constatación de que el mensaje contiene pensamientos, creencias, inquietudes o sentimientos que solo pueden ser atribuidos a ese personaje:

Quería ir a Marte en el cohete. Bajó a la pista en las primeras horas de la mañana y a través de los alambres les dijo a los hombres uniformados que quería ir a Marte. Les dijo que pagaba impuestos, que se llamaba Pritchard y que tenía derecho de ir a Marte. ¿No había nacido allí mismo en Ohio? ¿No era un buen ciudadano? Entonces, ¿por qué no podía ir a Marte?
Ray Bradbury, Crónicas Marcianas.

"Para dar saltos de júbilo, ella habría necesitado otra clase de estímulo. ¿Por ejemplo? Ay, yo qué sé. Que inventaran una máquina de resucitar a los muertos y me devolvieran a mi marido. Se preguntó si después de tantos años no debería ir pensando en olvidar. ¿Olvidar? ¿Qué es eso?" 
Fernando Aramburu, Patria.

En los fragmentos anteriores, se aprecia el estilo indirecto libre en las oraciones destacadas. Nótese la variación en el tiempo verbal (de pretérito perfecto simple a pretérito pluscuamperfecto y pretérito imperfecto), pero sobre todo la presencia en el discurso enunciador de sentimientos y deseos propios solamente del personaje: en el discurso del narrador se funde el del personaje.